# Labidura
Labidura is een geslacht van oorwormen uit de familie van de Labiduridae.

## Soorten
- Labidura riparia (Pallas, 1773) (Zandoorworm)
- Labidura herculeana (Fabricius, 1798)